# Agustín de la Vega
Agustín Héctor de la Vega Aguirre (Ituzaingó, 28 de agosto de 1897- Buenos Aires, 19 de julio de 1970) fue un aviador y militar argentino que desempeñó un papel importante en la Revolución del 43 (1943-1946). Teniendo grado de teniente coronel fue uno de los fundadores y líderes del Grupo de Oficiales Unidos (GOU). Con posterioridad integró la Fuerza Aérea Argentina al momento de su creación y llegó a ser Comandante de Aviación.

## Biografía
En 1943 fue uno de los fundadores del Grupo de Oficiales Unidos (GOU), uno de cuyos inspiradores iniciales fue su hermano, el por entonces teniente coronel Urbano de la Vega. Participó del golpe de Estado del 4 de junio de 1943 que derrocó al presidente Ramón Castillo y dio origen a la Revolución del 43. Fue nombrado entonces Jefe de la Segunda Brigada de Caballería de Campo de Mayo.
Con posterioridad integró la Fuerza Aérea Argentina al momento de su creación y llegó a ser Comandante de Aviación.
En noviembre de 1954 Bassi y Francisco Manrique se reunieron en la quinta del rico industrial Raúl Lamuraglia,en Bella Vista, junto al capitán de navío Bruzzone, el excapitán del ejército Walter Viader, el comandante de la Fuerza Aérea Agustín de la Vega y Miguel Ángel Zavala Ortiz de la Unión Cívica Radical, para planificar el Bombardeo de la Plaza de Mayo donde un grupo de militares y políticos antiperonistas, opuestos al gobierno del presidente Juan Domingo Perón intentaron asesinarlo y llevar adelante un golpe de Estado, durante el mismo varios escuadrones de aviones pertenecientes a la Aviación Naval, bombardearon y ametrallaron con munición aérea la Plaza de Mayo, Casa Rosada, el edificio de la CGT (Confederación General del Trabajo) y la entonces residencia presidencial, donde morirían asesinados 386 personas.